# Электроугли
Электроу́гли — город в Богородском городском округе Московской области России.
Население — 17 793 чел. (2024).
Город расположен с южной стороны железнодорожной линии Москва — Нижний Новгород в 38 км к востоку от Москвы (23 км от МКАД) и 18 км к юго-западу от Ногинска.
Преобладает умеренно континентальный климат. Средняя годовая температура составляет 4,8 °C. За год выпадает 730 мм осадков.
До 2018 г. глава города — Юрий Васильевич Бусов. После вхождения города в состав Богородского городского округа местная администрация была упразднена.

## Этимология
Возник в 1908 году как посёлок завода по производству угольных щёток для электротехнической промышленности и первоначально назывался по ближайшей железнодорожной станции Кудиново. С 1956 года — город Электроугли.

## История
Начало будущему городу положил завод «Электроугли», основанный в 1899 году неподалёку от села Кудиново.
Постановлением президиума Московского областного исполнительного комитета от 3 июля 1934 года № 1061 при заводе был образован рабочий посёлок, получивший название Электроугли, которому были переданы территории селений Большое и Малое Васильево, Каменка, Сафоново, Горки, Камчатка, железнодорожной станции Кудиново, посёлков заводов «Электроугли» и «Мосогнеупор». Эта дата считается официальным днём основания города.
Статус города районного подчинения имеет со 2 ноября 1956 года.
В 2005 году к городу были присоединены посёлок Вишняковские Дачи и микрорайон Светлый.

### Развитие керамического производства
Окрестности города с древних времён известны крупными залежами белых огнеупорных (кудиновских) глин, издавна используемых местными жителями для различных поделок.
Впервые упоминание о добыче глины и о кустарном производстве кирпича в селах Полтево, Кудиново, Старая Купавна, Черепково относятся к 1742 году. В 1840 году близ села Кудиново и деревни Белой местным купцом Ф. Т. Трещалиным был построен завод по производству огнеупорного кирпича.
В 1900 году купцами братьями Жоховыми строятся два завода сезонного производства огнеупорного кирпича. Эти заводы были достаточно хорошо оборудованы: для лучшего разминания и перемешивания глины использовались роликовые бегуны, для формовки изделий — паровые прессы, а для обжига — кольцевые печи системы Гофмана.

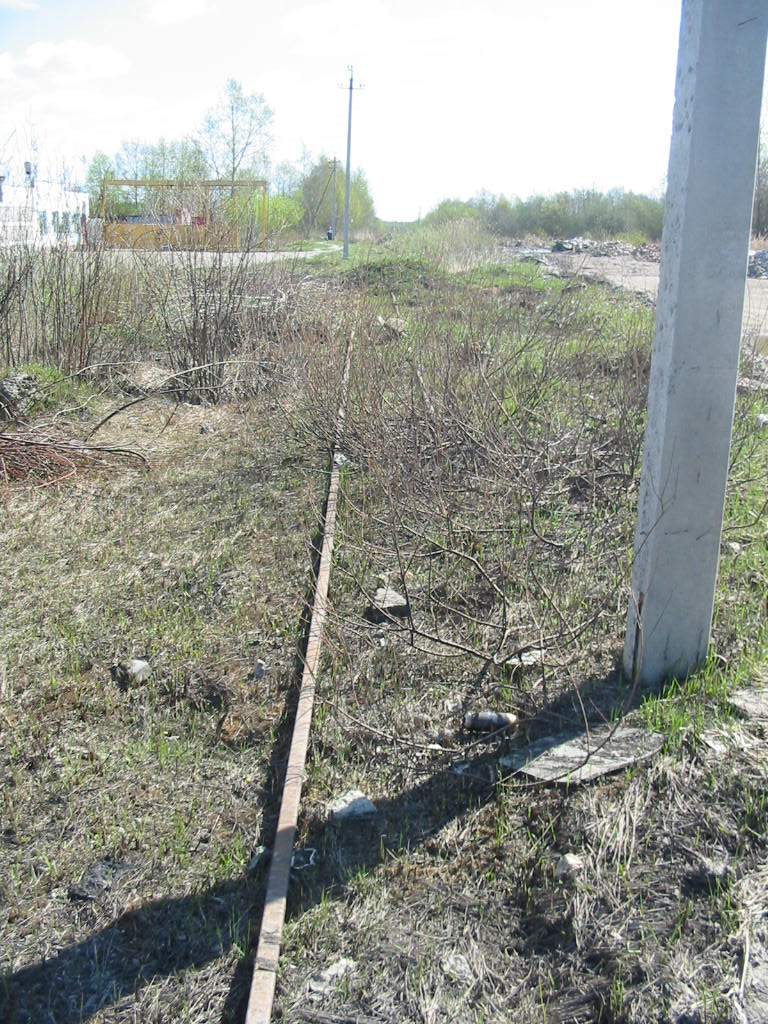
Остатки пути УЖД Кудиновского комбината керамических изделий (2003)

В годы Первой Мировой и Гражданской войны производство кирпича было приостановлено и возобновилось лишь в 1920-е годы с началом НЭПа. В 1930-х годах на базе Жоховского завода у железнодорожной станции Кудиново был построен новый керамический комбинат по непрерывному производству облицовочного кирпича и блоков. Добыча сырья велась открытым способом в расположенном в нескольких километрах глиняном карьере, к которому от комбината была проложена узкоколейная железнодорожная ветка.
- На Викискладе есть медиафайлы по теме УЖД КККК

В послевоенные годы на месте выработанных глиняных карьеров Кудиновского комбината керамических изделий (КККИ) в 7 км к северу от города (между рабочим посёлком имени Воровского и деревней Тимохово) был создан один из самых крупных полигонов для захоронения твёрдых бытовых отходов, поступающих из Москвы и области. К 2010-м годам полигон ТБО «Тимохово» стал крупнейшим в Европе. Полигон оснащён системой радиационного контроля, тензометрическими весами, разгрузочными площадками, системой сбора и обезвреживания фильтрата, автономными пожарными насосами, ванной для дезинфекции колёс автомобилей. Введена в строй первая в России система сбора и обезвреживания биогаза с мощностью переработки свалочного газа в объёме 1,5 тыс. м³/час; начаты работы по сооружению системы утилизации биогаза.
С 1 января 2006 года до 5 июня 2018 года был административным центром городского поселения Электроугли Ногинского муниципального района.

## Население
| 1939    | 1959    | 1967    | 1970    | 1979    | 1989    | 1992    |
| ------- | ------- | ------- | ------- | ------- | ------- | ------- |
| 8520    | ↗14 016 | ↗16 000 | ↗17 168 | ↗19 369 | ↘18 645 | ↘18 300 |
| 1996    | 1998    | 2000    | 2001    | 2002    | 2003    | 2005    |
| ↘17 600 | ↘17 300 | ↘17 000 | ↘16 800 | ↘16 717 | ↘16 700 | ↗17 000 |
| 2006    | 2007    | 2008    | 2009    | 2010    | 2011    | 2012    |
| ↗19 629 | ↗20 500 | ↘20 400 | ↗20 641 | ↘20 136 | ↘20 100 | ↗20 427 |
| 2013    | 2014    | 2015    | 2016    | 2017    | 2018    | 2019    |
| ↗20 528 | ↗20 674 | ↘20 652 | ↘20 612 | ↗20 687 | ↗20 823 | ↘20 670 |
| 2020    | 2021    | 2023    | 2024    |         |         |         |
| ↗21 263 | ↘17 944 | ↘17 830 | ↘17 793 |         |         |         |

## Культура и спорт

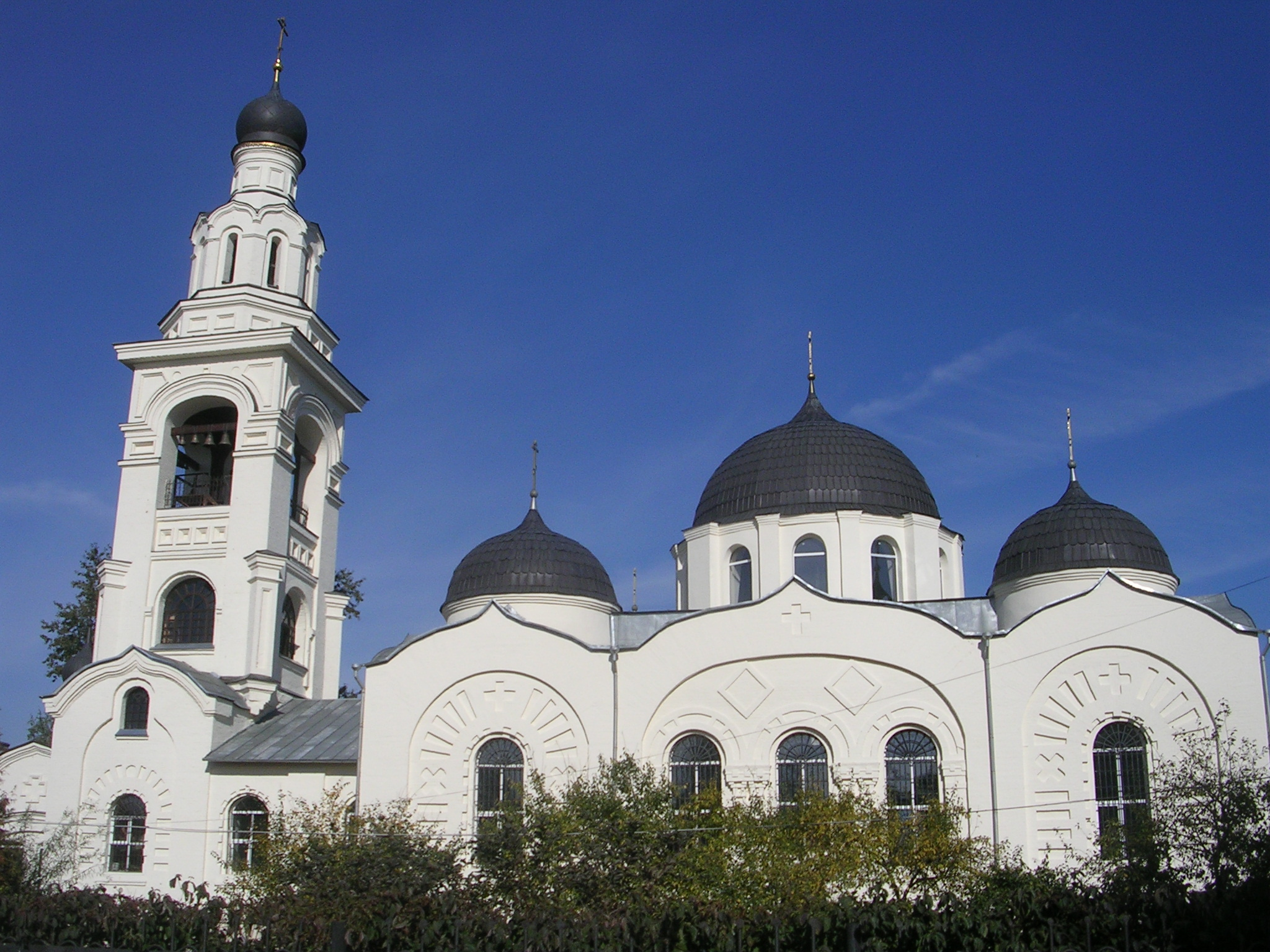
Городской храм Живоначальной Троицы

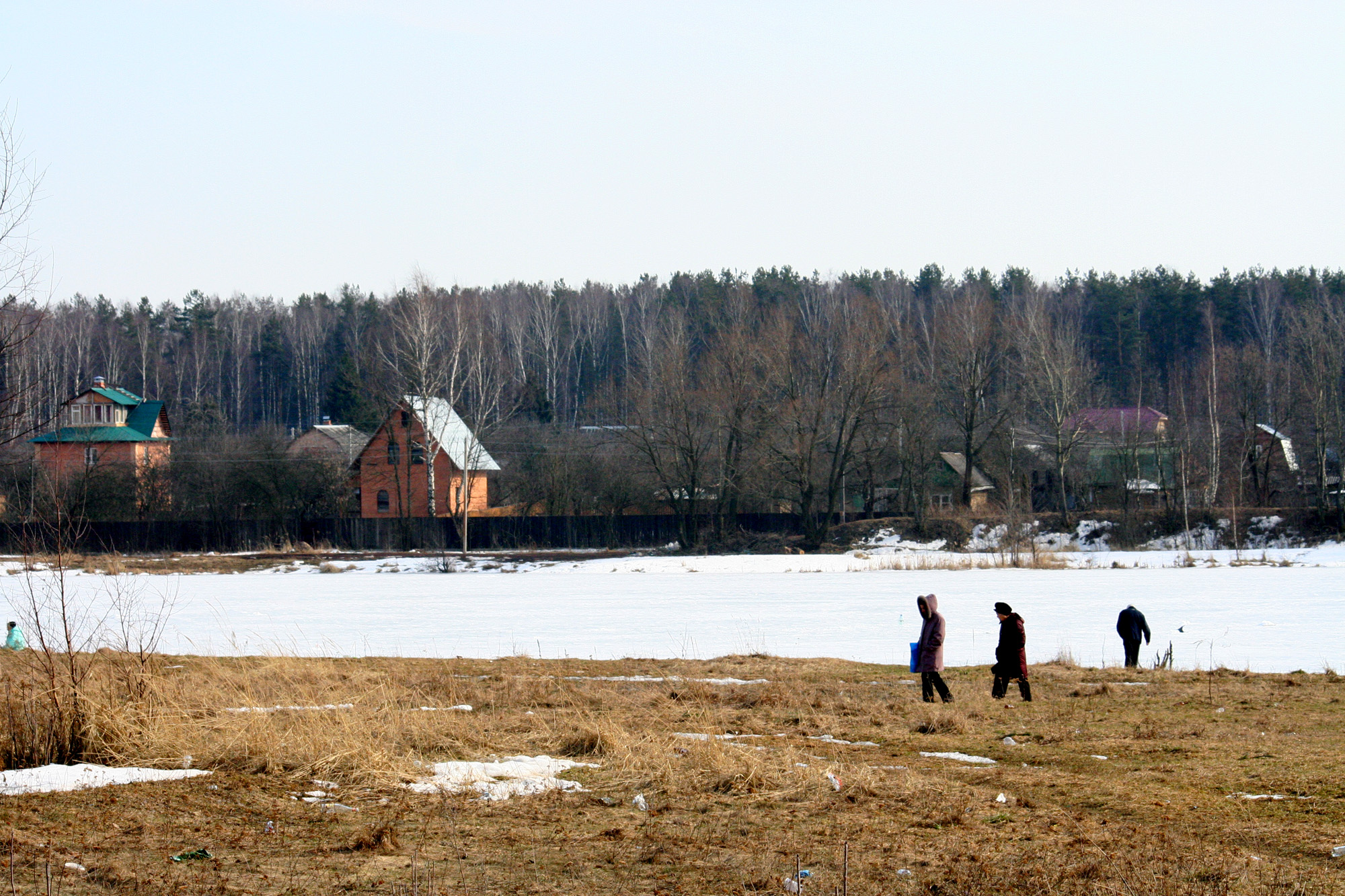
Каменский пруд в Электроуглях

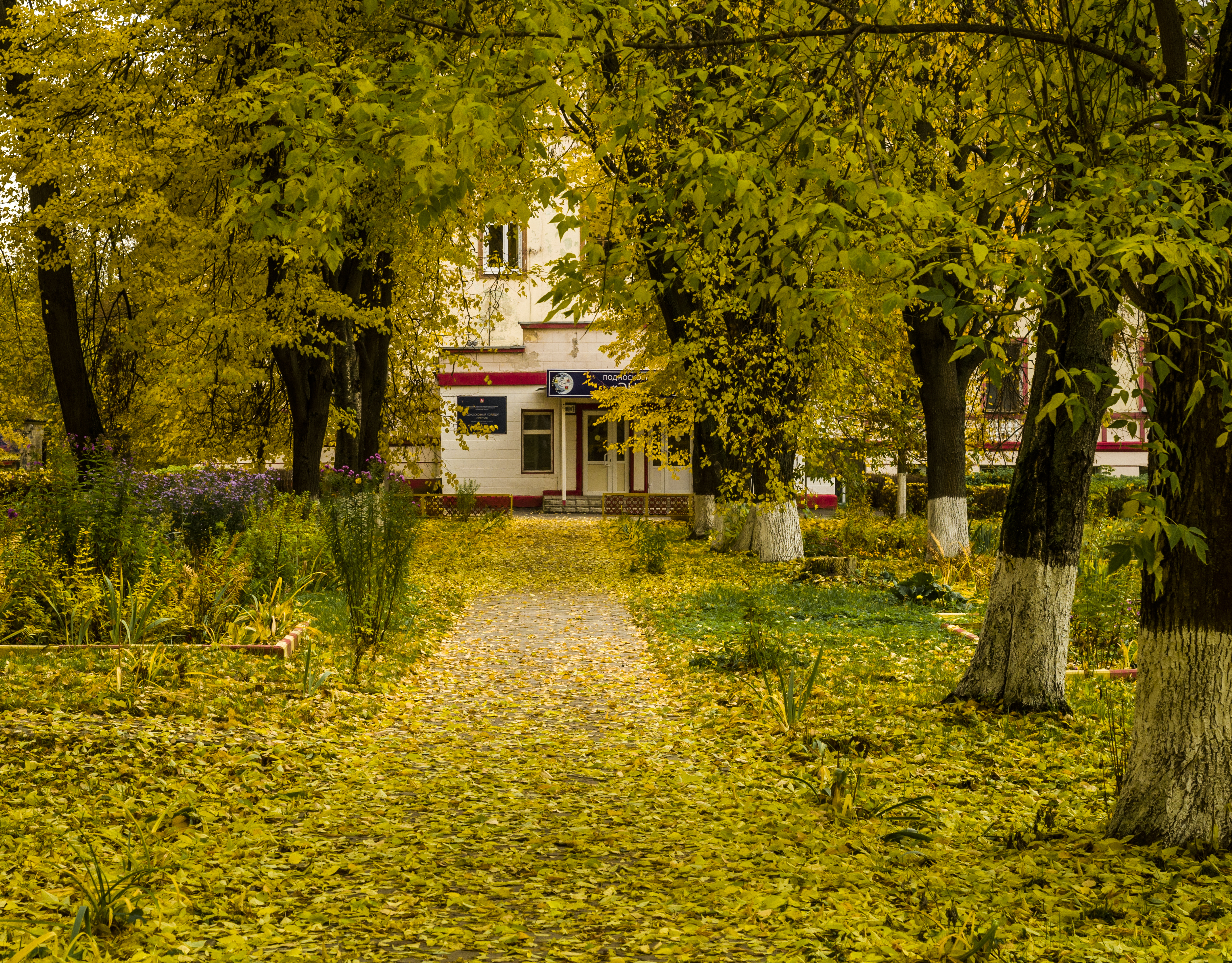
Парк усадьбы Волконских — ныне территория Колледжа Энергия

- Муниципальное бюджетное учреждение культуры «Центр культуры и искусств» (МБУК "ЦКИ")
- Культурно-досуговый центр «Квант» (филиал МБУК "ЦКИ")
- Библиотека городского поселения «Пилигрим»
- Картинная галерея (МБУК "ЦКИ")
- Физкультурно-оздоровительный комплекс «Апельсин»[29]
- Спортклуб «DARWIN»
- МБУ ДО БГО "СШОР" (бывш. "Лидер")
- МБОУ ДО «Центр образования для детей и взрослых»

## Наука и образование
- Научно-производственный комплекс «Альтернативная энергетика» — производство химических источников тока, литий-ионных аккумуляторов для космических ракет.
- СП ЦСЛП «Энергия» (Центр строительно-логистической подготовки «Энергия»)[30]
- МБОУ ЦО №30 им. А.И Колдунова
- МБОУ ЦО №33
- Электроуглинская музыкальная школа

## Экономика

#### Ретейл и банки
- ЗАО «ДИКСИ» — гипермаркет
- Eyekraft Optical — оптика
- Аптека A5 — аптека
- Сбербанк России — банк
- ООО «Мегаполис-сервис» — агентство недвижимости
- Евросеть — сотовая связь
- Связной — сотовый ретейлер

#### Промышленность
- ОАО Кудиновский завод «Электроугли»[31].
- Кудиновский комбинат керамических изделий[32] — производство керамического кирпича.
- Завод «Энергокабель»[33] — производство силовых кабелей.
- ЗАО «Электроуглинский завод технического углерода».
- ОАО Научно-исследовательский и проектно-технологический институт электроугольных изделий (ОАО «НИИЭИ»)[34] — разработка и производство электроугольных изделий, химических источников тока (первичные, вторичные ХИТ), материалов для ХИТ, электродов для спектрального анализа, продукции военного назначения (участвовал в разработке комплекса Тополь-М). Институт входит в состав холдинговой компании (интегрированной структуры) «Росэлектроника» Государственной корпорации «Ростехнологии». ОАО «НИИЭИ» входит в состав предприятий Оборонно-промышленного комплекса России.

#### Логистика
- Транспортно-логистический центр «Электроугли» (ООО «ОБЛТРАНСТЕРМИНАЛ»)[35]

## Экология
Из-за хозяйственной деятельности крупнейшего в Европе мусорного полигона ТКО «Тимохово», расположенного в 5 километрах от черты города, с 2014 года в городе и его окрестностях сложилась неблагоприятная экологическая обстановка.

## Транспорт
С Москвой город связан автомобильным транспортом и маршрутными такси 487-го маршрута (время в пути до станции метро «Новогиреево» около 55 минут, интервал движения в течение дня — около 30 минут) по Носовихинскому шоссе и электропоездами Горьковского направления (станция Электроугли и 33 км время в пути до Курского Вокзала составит ~55 минут). Маршрутное такси шатко-валко ходило до 2023 года, после чего маршрут закрыт и более не действует.
С 25 марта 2024 года добавлен автобус №40у, сообщением станция Электроугли - станция МЦД-3 Удельная (https://mtdi.mosreg.ru/sobytiya/novosti-ministerstva/22-03-2024-16-16-58-v-ramenskom-nachnet-deystvovat-dopolnitelnaya-skhe). Маршрут от Электроуглей до Аксёново дублирует автобус 67, а от Аксёново до станции МЦД-3 Михайловка.
Кроме того, беспересадочно доступны города Ногинск, Электросталь, Железнодорожный, Реутов, Павловский Посад, Электрогорск, Дрезна, Орехово-Зуево, Покров, Петушки, Владимир.
С районным центром сообщение осуществляется автобусным маршрутом № 31 Ногинской автоколонны, а также электропоездами. Пригородные автобусные маршруты 67, 28, 29 и 30 следуют от станции Электроугли до Аксёнова, Обухова, Зверосовхоза и Храпуновского завода соответственно. Внутригородской маршрут № 9 связывает основную жилую часть города с железнодорожной станцией.
Развит грузовой железнодорожный транспорт — есть складской комплекс, металлобаза.

## Русская православная церковь
- Вознесенский храм[42]
- Храм прп. Андрея Рублева[43]
- Храм вмч. Пантелеимона[44]
- Храм прав. Иоанна Кронштадтского[45]

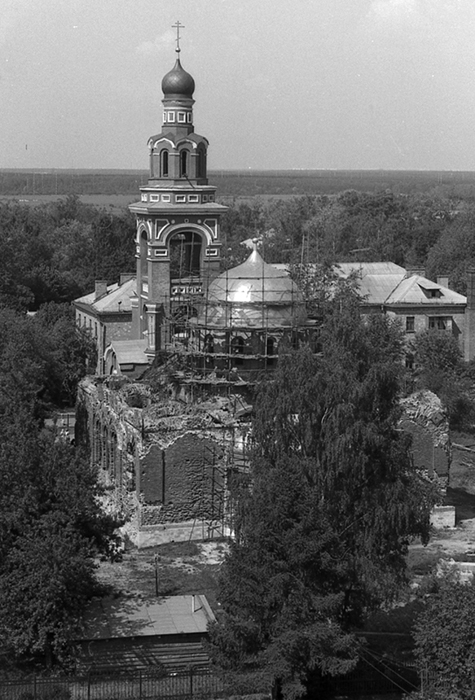
Городской храм Живоначальной Троицы в 1994 году

- Храм во имя Живоначальной Троицы (1897—1900, архитектор В. О. Грудзин, при участии П. П. Крюкова[46]). Основан в январе 1897 года[47]
- Храм иконы Божией Матери Казанская[48]
- Часовня архангела Михаила[49]
- Часовня блгв. кн. Александра Невского[50]

## Проект застройки «Светлый город» и «Папильон»
Рядом с микрорайоном Светлый располагался Радиоцентр № 11 Государственной службы времени и частоты (ГСВЧ). Его возглавлял Главный метрологический центр, одно из подразделений Всероссийского научно-исследовательского института физико-технических и радиотехнических измерений (ВНИИФТРИ), созданного в 1955 году. С 1965 года три радиопередатчика в Москве (РВМ), Иркутске (РИД) и Новосибирске (РТА) перешли на круглосуточный режим работы передач сигналов точного времени и образцовой частоты. В 2005 году в связи с аварийным состоянием антенной системы по передаче сигналов специализированной радиостанции РБУ 66,(6) кГц ГСВЧ, расположенной на передающем Радиоцентре № 11 специалистами Московского регионального центра (МРЦ) и ФГУП «ВНИИФТРИ» было принято решение по переводу радиостанций РБУ и трёх РВМ (4999 кГц, 9999 кГц, 14999 кГц) на Радиоцентр № 3 (г. Талдом, пос. Северный). В течение 2006—2007 годов этот перевод был выполнен.
В 2007 году у железнодорожной платформы «33-й километр», на землях бывшего радиоцентра и прилегающей территории (общей площадью 216 га) было запроектировано строительство нового жилого микрорайона «Светлый город» из корпусов переменной этажности с сопутствующей инфраструктурой, а также коттеджного посёлка «Папильон». Проект застройки был разработан архитектурной мастерской Сергея Цыцина, входящей в концерн «МонАрх», учреждённый в 2003 году Сергеем Амбарцумяном, одним из заместителей главы столичного стройкомплекса Владимира Ресина.
Компания «Эксперт», девелопер этого микрорайона в 2007 году сообщала:

Строительство «Светлого города» стартует с возведения коттеджного поселка «Папильон» (в переводе с франц. Papillon — «бабочка», так как дорожно-транспортная сеть поселка напоминает раскрытые крылья бабочки) на 330 домов, включая 270 коттеджей и 60 таунхаусов. В рамках первой очереди планируется построить около 100 домов, а также объекты инфраструктуры: школу, торгово-бытовой комплекс, гостиницу, физкультурно-оздоровительный комплекс. Об открытии продаж застройщик планирует объявить 15 сентября.

По сообщению управления архитектуры и градостроительства Ногинского района, два участка под застройку относились к категории земель поселений (то есть могли использоваться для строительства высотных домов), а один был отведён под индивидуальное жилищное строительство. Заявленный проект объяснялся желанием девелоперов попасть в круг участников национального жилищного проекта, получив льготы по строительству дорог и инженерной инфраструктуры. 8 августа 2008 года первый заместитель председателя правительства Московской области Александр Горностаев сообщил журналистам, что Светлый город на 30—35 тысяч жителей в Ногинском районе, реализация проекта строительства которого началась с возведения коттеджного посёлка «Папильон», будет построен через 4 года.
Привлекательность нового микрорайона поддерживалась существовавшими перспективными планами строительства скоростной платной автомагистрали Москва — Ногинск — Орехово-Зуево. Жилищный фонд, построенный за три года в рамках реализации проекта, планировалось перевести в собственность города Москвы с последующим распределением среди очередников по различным социальным программам, однако договенность с застройщиком не была достигнута, и в феврале 2009 года правительство Москвы объявило о выходе из проекта.
В начале 2008 года экономист Юрий Разовский высказывал опасения в перспективности подобного грандиозного строительства ценой в 1 млрд $. Из серьёзных проблем он отметил отсутствие в Электроуглях современных водосточных очистных сооружений, нехватку чистой питьевой воды, неразвитость социальной и транспортной инфраструктуры, отсутствие родильного дома и современной больницы. По его наблюдениям, в ходе реализации проекта была проявлена недостаточная компетентность, когда всё свелось к рекламной кампании с развеской щитов на Носовихинском шоссе.
К 2012 году из всего жилого комплекса был только выкопан котлован корпуса 10Б первой очереди. Глава города Электроугли Ю. В. Бусов сообщал, что все задержки строительства дома объясняются несостоятельностью бывшего генподрядчика В 2010—2012 годах в арбитражных судах Москвы и Московской области рассматривался ряд исков к обществу с ограниченной ответственностью «Светлый город» о неисполнении своих обязательств. После длительного рассмотрения в разных инстанциях Федеральный арбитражный суд Московского округа вынес постановление о взыскании с ООО «Светлый город» в пользу ООО «Архитектурная мастерская Цыцина» более 17 млн рублей за выполненные работы и просрочку платежа.. Также в Ногинский городской суд Московской области от граждан-дольщиков подавались иски к ООО «КомплексСтрой» о признании физического лица участником долевого строительства и о государственной регистрации сделки, совершённой в надлежащей форме, в связи с уклонением ответчика от её регистрации.

## СМИ
Газета «Электроугли день за днём»
Одним из основных средств массовой информации является газета «Электроугли день за днём», находящаяся на муниципальном финансировании и являющаяся также официальной газетой администрации населённого пункта. Газета, после ликвидации местной власти закрыта